# Fuchsia bacillaris
Fuchsia bacillaris là một loài thực vật có hoa trong họ Anh thảo chiều. Loài này được Lindl. mô tả khoa học đầu tiên năm 1832.